# Могелька
Могелька (чеш. Mohelka) — речка в Либерецком, Среднечешском крае в Чехии, правый приток реки Йизера. Ее длина составляет 41,6 км. Площадь водосбора составляет 176,5 км².

## Ход потока
Река начинается на высоте 570 м в Коконине, который является частью города Яблонец-над-Нисоу. От истока течёт на юго-запад до населённого пункта Рихнов-у-Яблонце-над-Нисоу, затем отклоняется на северо-запад; южнее Радло снова направляется на юго-запад через Годковице-над-Могелькоу. В среднем течении имеет западное направление, в нижнем, южнее города Чески-Дуб, — юго-западное и южное. Впадает в Йизеру справа в 61,6 км от её устья на высоте 219,7 м над уровнем моря севернее города Мнихово-Градиште.
Основные притоки — Мала-Могелька (пр.), Рашовка (пр.), Огарка (пр.), Могольнице (лв.).